# Mukainao'er
Mukainao'er (kinesiska: 木凯淖尔, 木凯淖尔乡) är en socken i Kina. Den ligger i den autonoma regionen Inre Mongoliet, i den norra delen av landet, omkring 290 kilometer sydväst om regionhuvudstaden Hohhot.
Genomsnittlig årsnederbörd är 471 millimeter. Den regnigaste månaden är juli, med i genomsnitt 118 mm nederbörd, och den torraste är januari, med 1 mm nederbörd.